# Президент футбольного клубу «Боргороссо»
«Президент футбольного клубу „Боргороссо“» — італійська кінокомедія 1970 року, знята режисером Луїджі Філіппо Д'Аміко, з Альберто Сорді у головній ролі.

## Сюжет
Беніто успадкував від свого батька, затятого тифозі, футбольний клуб «Боргороссо». Це не просто, бо Беніто некомпетентний у футболі і тому — команду переслідує поразка за поразкою.

## У ролях
- Альберто Сорді: Беніто Форнак'ярі-Валлі; ліберо Форнак'ярі-Валлі
- Тіна Латтанці: Амелія Форнак'ярі
- Маргаріта Лозано: Ермінія
- Даніеле Варгас: Дон Регаццоні
- Франко Аккатіно: Челестіно Гвардаваккаро
- Карло Таранто: тренер Хосе Буонсервізі
- Данте Клері: бухгалтер Квінтіно Брагліа
- Ріно Кавальканті: мер Булгареллі
- Олена Педемонте: сеньйора Гвардаваккаро
- Розіта Торос: дружина гравця Занона
- Карла Манчіні: дружина одного з гравців
- Омар Сіворі: епізод
- Джуліано Тодескіні: фармацевт
- Едгардо Сіролі: бармен Сципіоне
- Франческо Сормано: монсеньйор Монтанарі
- Теодоро Корра: спортивний лікар Саренті
- Россана Ді Лоренцо: кухар
- Мауріціо Барендсон: епізод
- Альдо Бет: епізод
- Серджіо Сантаріні: епізод
- Джорджіо Гецці: епізод
- Діно Маглі: Трінка

## Знімальна група
- Режисер: Луїджі Філіппо Д'Аміко
- Сценарій: Серджо Амідеї, Альберто Сорді, Адріано Дзекка
- Оператор: Санте Ачіллі
- Композитор: П'єро Піччоні
- Художник: Умберто Турко
- Костюми: Еміліо Балделлі, Бруна Пармезан
- Монтаж: Антоніо Січільяно